# Бальве (город)
Бальве (нем. Balve) — город в Германии, в земле Северный Рейн-Вестфалия.
Подчинён административному округу Арнсберг. Входит в состав района Меркиш. Население составляет 11 955 человек (на 31 декабря 2010 года). Занимает площадь 74,76 км². Официальный код — 05 9 62 008.
Город подразделяется на 7 городских районов.

## Достопримечательности
В окрестностях города (в известковых горах долины Гённе) находится множество пещер, среди которых наиболее известна Бальвская пещера, как по своим размерам, так и как место, где было найдено много костей ископаемых животных.

## Демография
| Год  | Население |
| ---- | --------- |
| 1995 | 11 891    |
| 2000 | 12 137    |
| 2005 | 12 220    |
| 2010 | 11 985    |

## Личности
- Фридрих Зоммер (1912-1998) — немецкий математик

## Фотографии

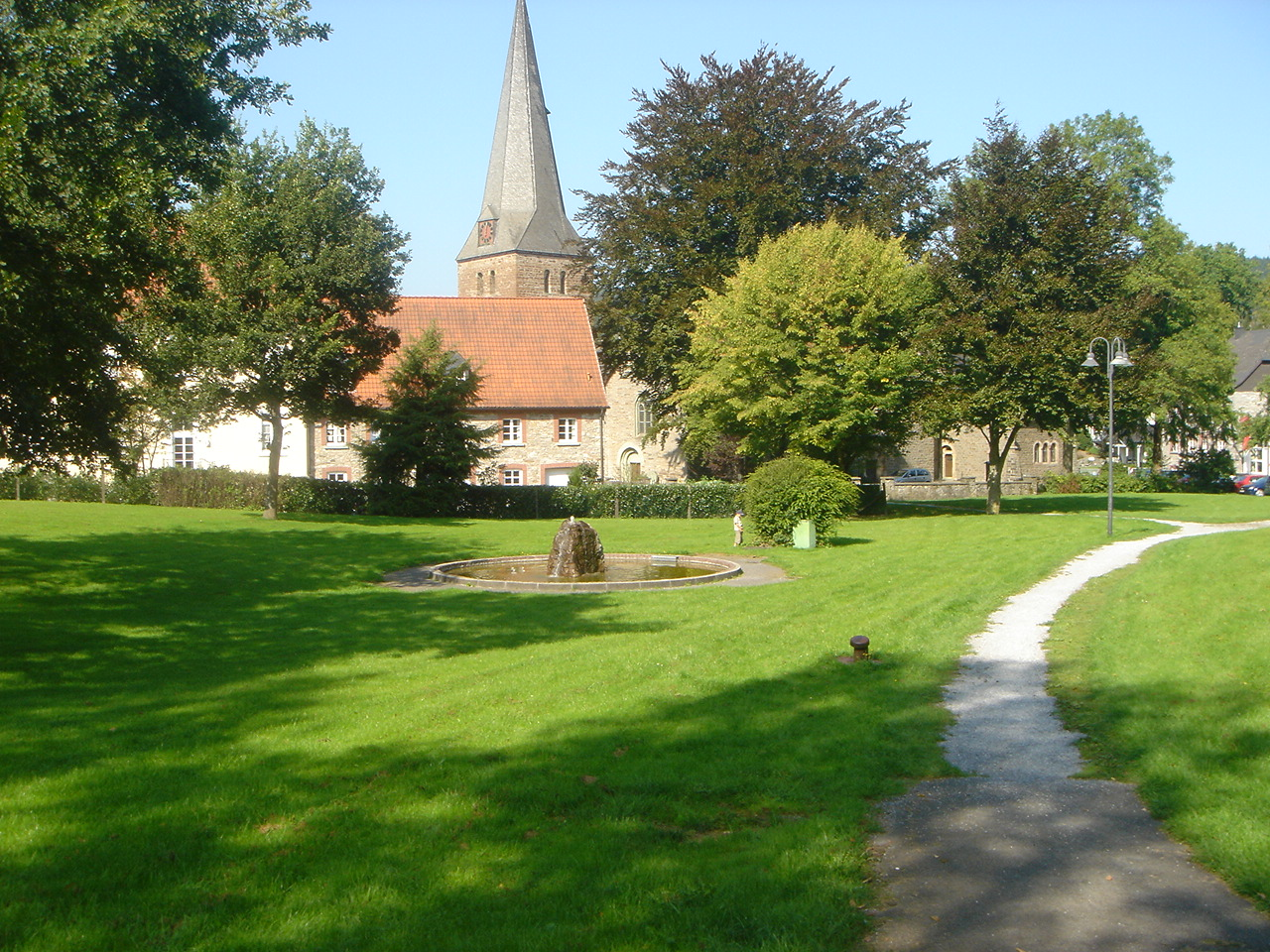
Церковный парк
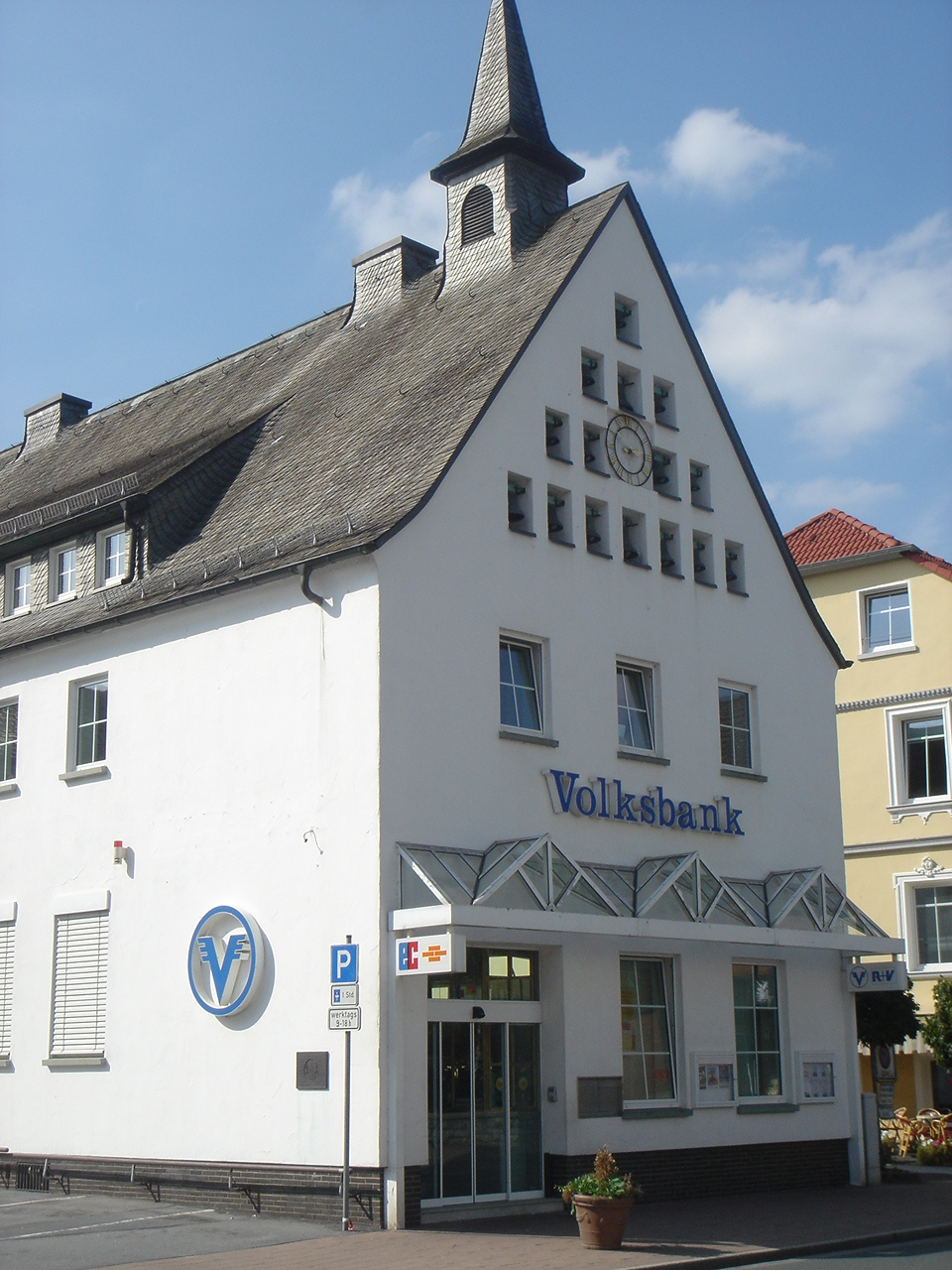
Старая ратуша
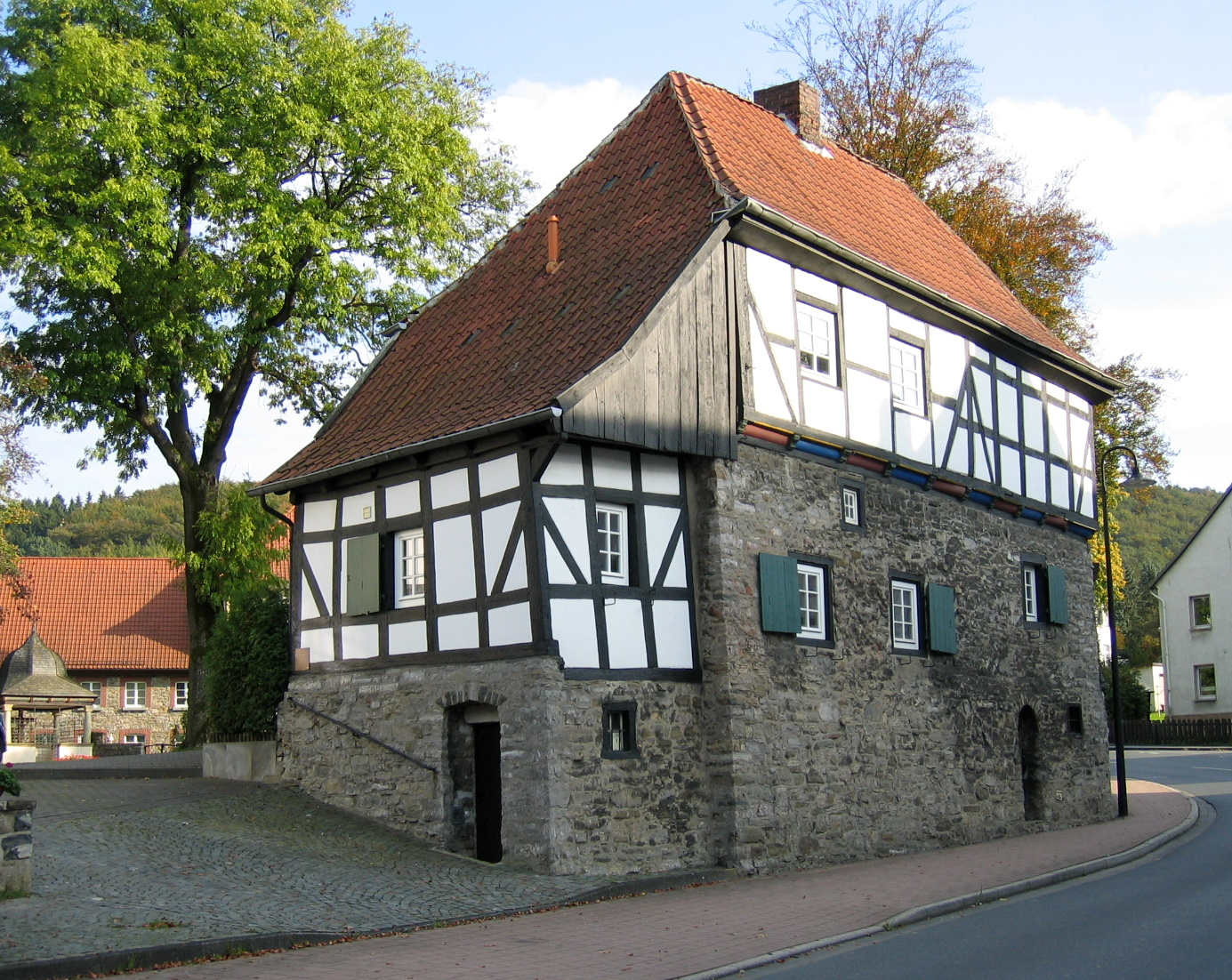
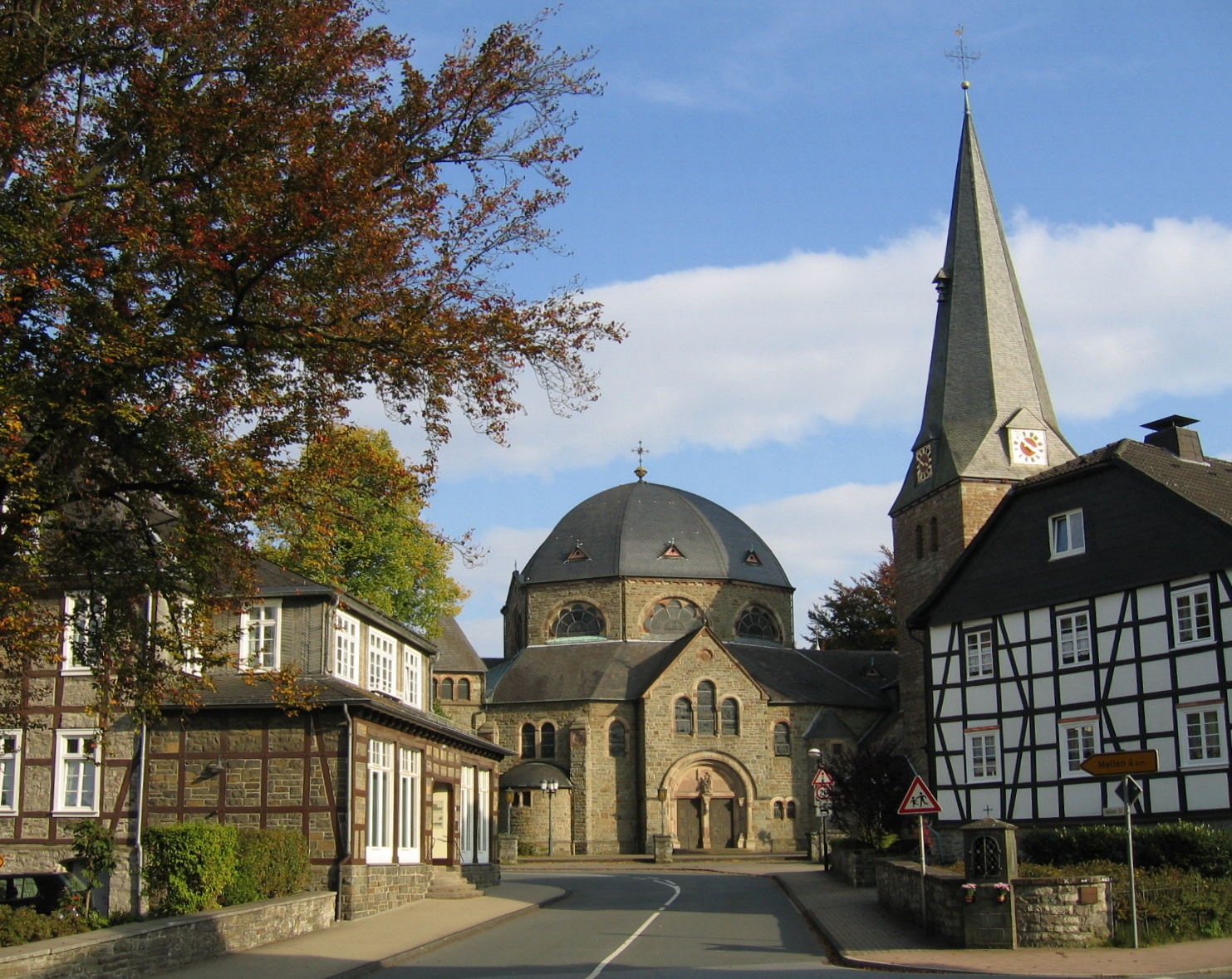
Приходская церковь св. Власия
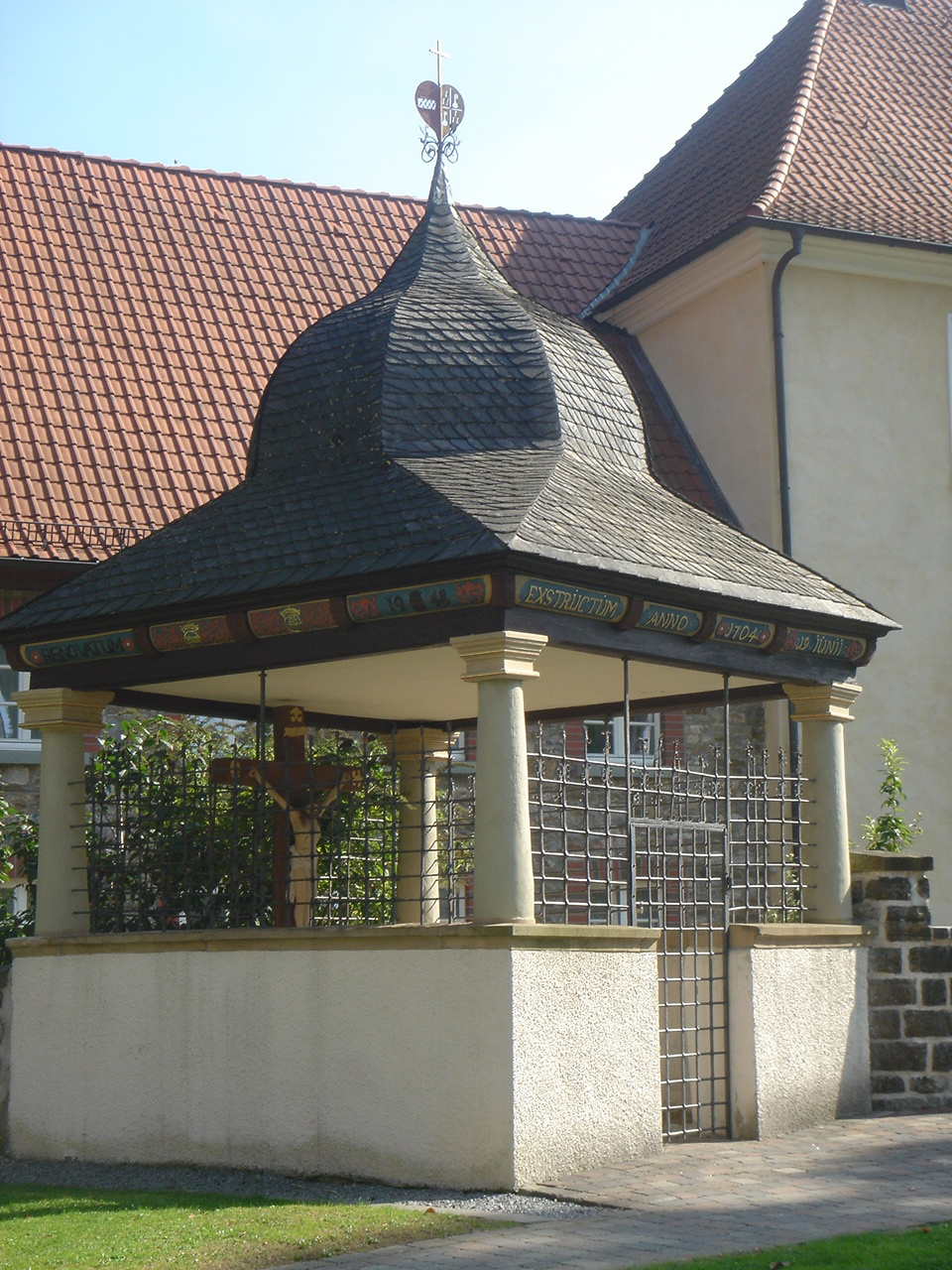
Мавзолей (1704)
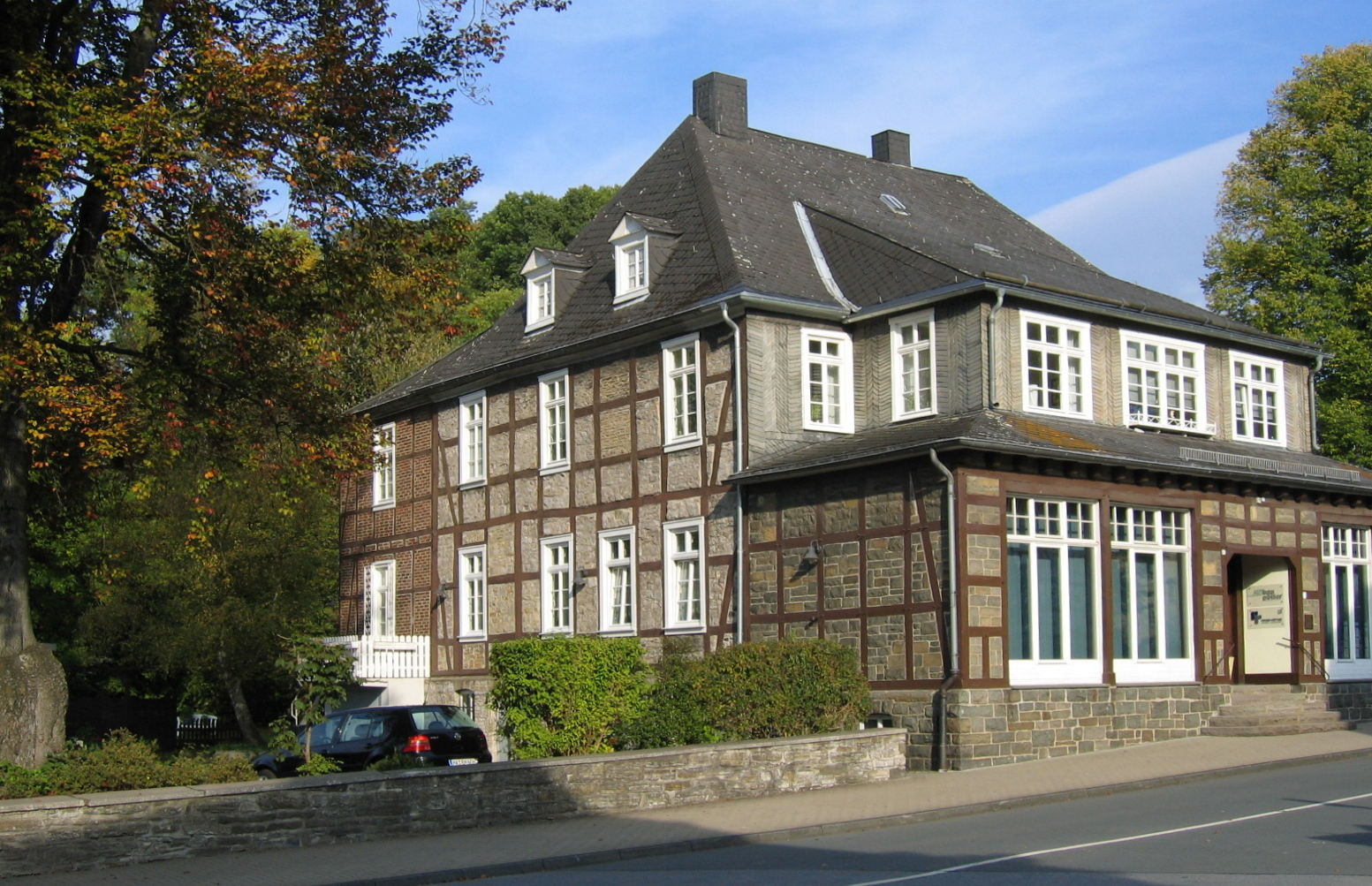
Фахверковый дом (1790)
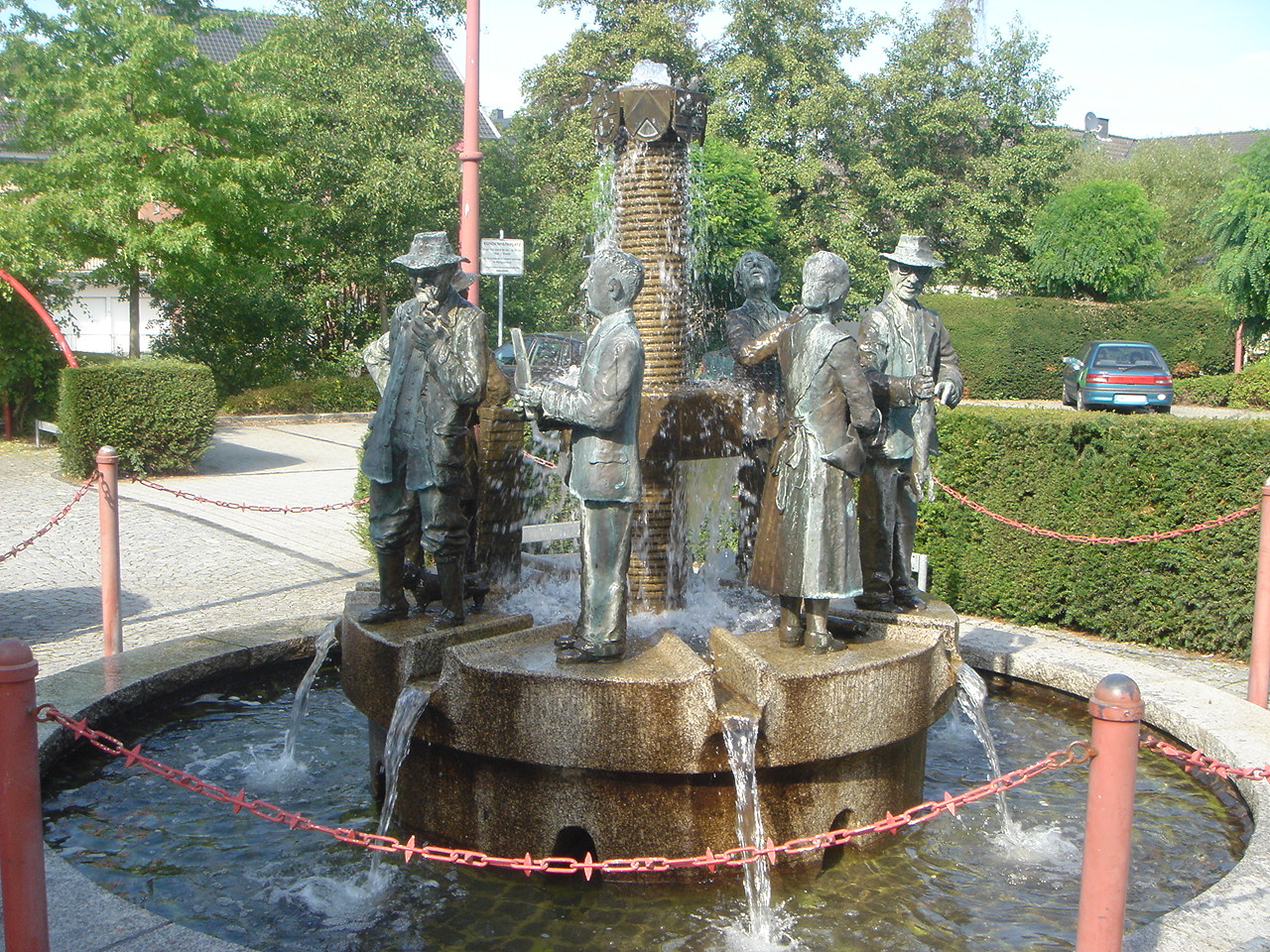
Городской фонтан
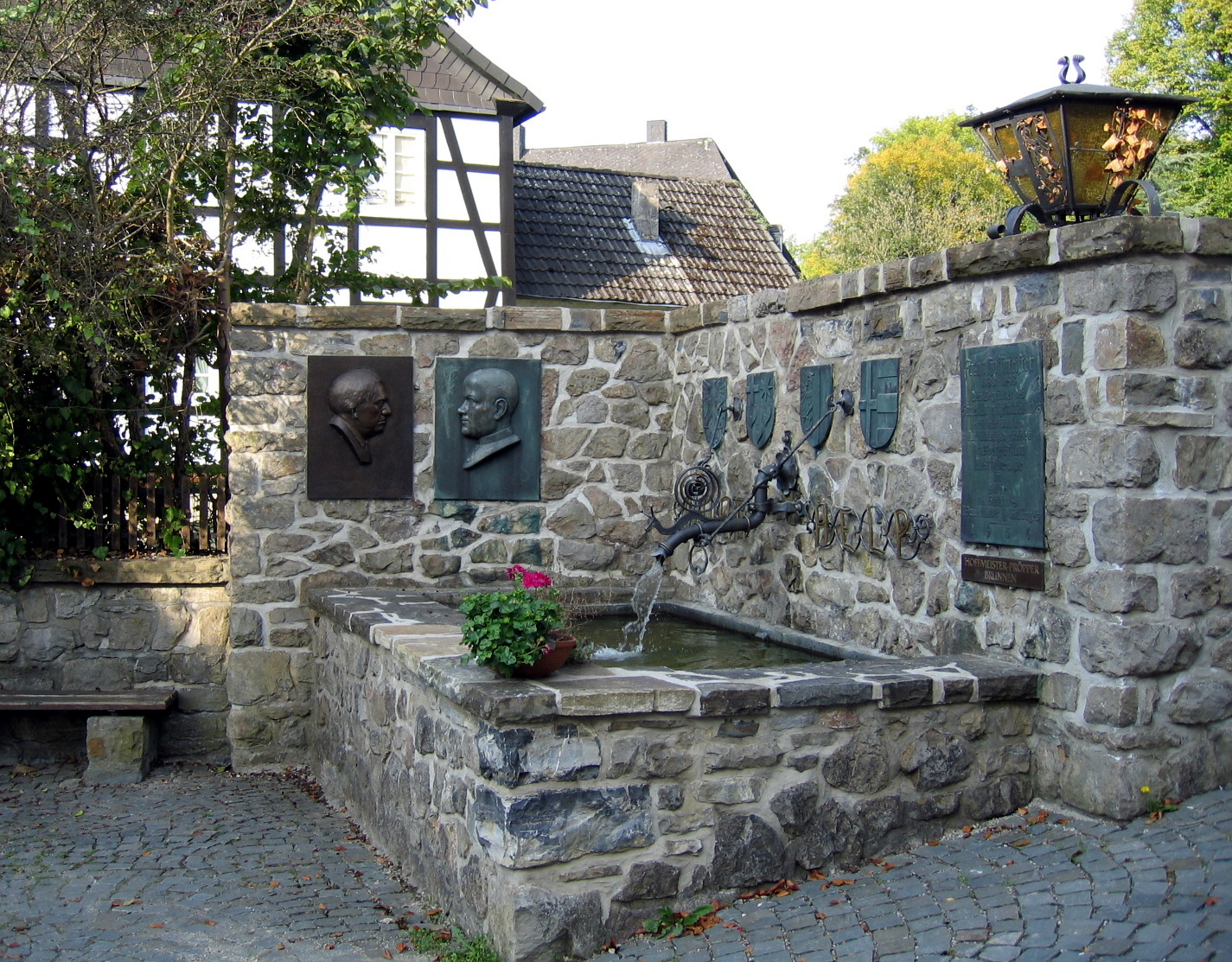
Фонтан Гофмейстера